# Brutal Planet
Albums de Alice Cooper
A Fistful of Alice
(1997) Dragontown
(2001)
Singles
1. Gimme
Sortie : 31 juillet 2000

Brutal Planet est le 21e album studio d'Alice Cooper et le 14e en solo sorti le 6 juin 2000 sur les labels Eagle Records pour l'Europe et Spitfire Records pour l'Amérique du Nord. Il est le premier album studio d'Alice depuis 1994 avec The Last Temptation, intégrant l'ancien batteur du groupe Kiss, Eric Singer, le producteur du disque Bob Marlette qui s'occupe de la basse et des guitaristes Ryan Roxie et Phil X.

## L'album
Influencé par les groupes du moment (Rob Zombie, Rage Against the Machine) et des titres qui passaient à la radio durant cette période, Alice Cooper a envie de réaliser un album plus agressif et plus heavy tout en gardant la mélodie, la seule chose qui manque selon lui. Pour construire ce son agressif, Alice Cooper enregistre l'album avec 4 guitaristes : Phil X qui a déjà travaillé avec Rob Zombie, China, Ryan Roxie et Bob Marlette. Le concept de l'album représente une vision sévère et pessimiste de l'avenir des sciences humaines.

« Quand j'ai écrit Brutal Planet, je voulais créer un monde sans Dieu. Imaginons que nous allons à un endroit. Voici un monde que Dieu a oublié. Maintenant, qu'est-ce que nous avons ? Nous avons le jeune homme vicieux, le jeune homme méchant. Il est tellement mauvais que tous les clubs violents ne le prendraient même pas. C'est une planète brutale, c'est nous dans le futur. »

— Alice Cooper

« Brutal Planet est l'histoire qui parle de comment est le monde ? Voyons ce que ça donnera dans cinquante ans, quand tout le système aura échoué, église, famille, école, politique, tous les systèmes auront échoué, et n'y pas de Dieu. Alors, qu'est-ce qu'on a ? Eh bien on a Brutal Planet, cet endroit horrible où personne n'a envie d'être. Voilà de quoi ça parle. »

— Alice Cooper
L'album contient une piste intitulée Can't Sleep, Clowns Will Eat Me, uniquement pour les versions australiennes et japonaises. Ce titre est d'ailleurs inspiré d'un épisode de la série animée Les Simpson (Le Premier Mot de Lisa), où Bart n'arrive pas à dormir avec un clown qu'Homer lui a fabriqué, répliquant : …cant' sleep, clown 'll eat me… (peux pas dormir, le clown va me manger),.
Brutal Planet s'est classé aux États-Unis en atteignant la 193e position au Billboard 200 la semaine du 24 juin 2000 et la 11e place dans le "top independent albums". L'album s'est classé également dans cinq pays en Europe, dont le Royaume-Uni à la 38e place, 23e en Allemagne, 31e en Suède, 49e en Autriche et 66e en Suisse.

## Listes des titres
Toutes les chansons sont écrites et composées par Alice Cooper et Bob Marlette, sauf indication.
| No  | Titre                  | Auteur                                   | Durée |
| --- | ---------------------- | ---------------------------------------- | ----- |
| 1.  | Brutal Planet          |                                          | 4:40  |
| 2.  | Wicked Young Man       |                                          | 3:50  |
| 3.  | Sanctuary              |                                          | 4:00  |
| 4.  | Blow Me a Kiss         | Alice Cooper, Bob Marlette, Bob Ezrin    | 3:18  |
| 5.  | Eat Some More          |                                          | 4:36  |
| 6.  | Pick Up the Bones      |                                          | 5:14  |
| 7.  | Pessi-Mystic           | Alice Cooper, Bob Marlette, Brian Nelson | 4:56  |
| 8.  | Gimme                  |                                          | 4:46  |
| 9.  | It's the Little Things |                                          | 4:11  |
| 10. | Take It Like a Woman   |                                          | 4:12  |
| 11. | Cold Machines          |                                          | 4:14  |

| 12. | Can't Sleep, Clowns Will Eat Me | Alice Cooper, Bob Marlette, Marcus Blake, Jim Wilson | 4:09 |

| 12. | It's the Little Things  |                                     | 5:19  |
| 13. | Wicked Young Man        |                                     | 3:32  |
| 14. | Poison                  | Cooper, Desmond Child, John McCurry | 4:52  |
| 15. | My Generation           | Pete Townshend                      | 1:32  |
| 16. | Total Rock Rockumentary |                                     | 35:48 |

## Composition du groupe
- Alice Cooper - chants
- Bob Marlette - guitare rythmique, basse & clavier
- Phil X - guitare
- Ryan Roxie - guitare
- China - guitare
- Eric Singer - batterie

## Charts
Album
| Pays        | Durée du classement | Meilleur classement |
| ----------- | ------------------- | ------------------- |
| Allemagne   | 4 semaine           | 23e                 |
| Autriche    | 1 semaine           | 49e                 |
| États-Unis  | 1 semaine           | 193e                |
| Royaume-Uni | 2 semaines          | 38e                 |
| Suède       | 2 semaines          | 31e                 |
| Suisse      | 4 semaines          | 66e                 |

Single
| Année | Single | Chart            | Durée du classement | Position |
| ----- | ------ | ---------------- | ------------------- | -------- |
| 2000  | Gimme  | UK Singles Chart | 1 semaine           | 85e      |